# Stabilan nuklid
Stabilni nuklidi su nuklidi koji nisu radioaktivni i tako (za razliku od radionuklida) spontano ne podležu radioaktivnom raspadanju. Kada se takvi nuklidi pominju u kontekstu specifičnih elemenata, oni se obično nazivaju stabilnim izotopima.
Postoji 80 elemenata sa jednim ili više stabilnih izotopa, što obuhvata ukupno 251 nuklid za koji korišćenjem postojeće opreme nije utvrđeno da se raspadaju. Od ovih 80 elemenata, 26 ima samo jedan stabilan izotop; oni se stoga nazivaju monoizotopnim. Ostali imaju više od jednog stabilnog izotopa. Kalaj ima deset stabilnih izotopa, što je najveći broj stabilnih izotopa poznatih za jedan element.

## Literatura
- Various (2002).  Lide, David R., ур. Handbook of Chemistry & Physics (88th изд.). CRC. ISBN 978-0-8493-0486-6. OCLC 179976746. Архивирано из оригинала 2017-07-24. г. Приступљено 2008-05-23.

## Spoljašnje veze
- The LIVEChart of Nuclides – IAEA
- AlphaDelta: Stable Isotope fractionation calculator
- National Isotope Development Center Reference information on isotopes, and coordination and management of isotope production, availability, and distribution
- Isotope Development & Production for Research and Applications (IDPRA) U.S. Department of Energy program for isotope production and production research and development
- Isosciences Архивирано 2021-01-18 на сајту  Use and development of stable isotope labels in synthetic and biological molecules